# Cuore d'avaro
Cuore d'avaro (The Miser's Heart) è un cortometraggio muto del 1911 diretto da David W. Griffith.

## Trama
Kathy è una piccola bimba la cui mamma si è ammalata e, pertanto, le viene detto di giocare da sola in modo che la madre possa riposare a letto. La bimba, allora, per non disturbare la mamma, rimane tranquilla sul pianerottolo di casa con una bambola fra le braccia. Poco dopo, a un anziano vicino di casa, che conosce la bambina, salendo le scale cade un panino che la bambina raccoglie. L'anziano, conosciuto come un avaro, in un primo momento si riprende bruscamente il panino dalle mani della bambina ma, poi, decide di dividerlo con lei. Kathy lo ringrazia con un abbraccio che l'anziano gradisce. Nel frattempo, al commissariato, la polizia ingiunge a Jules, un giovane e povero vagabondo, di lasciare la città. A Jules non rimane che obbedire ma quando si ritrova in strada, affamato, non resiste alla tentazione, avendone l'occasione, di rubare una pagnotta dal vassoio del garzone di un fornaio per poi darsi alla fuga inseguito da quest'ultimo. Il giovane riesce a far perdere le proprie tracce all'inseguitore nascondendosi proprio nel palazzo dove abita Kathy, la quale lo raggiunge sul tetto e si siede accanto a lui e gli sorride. 
Neanche Jules, allora, riesce a negare un pezzo di pane alla bimba. Kathy, però, non tiene per sé il pane ricevuto dal giovane ma si reca a casa dell'anziano e glielo offre. Mentre tutto questo sta accadendo, due noti ladri d'appartamento, avendo sentito parlare del denaro che il vecchio avaro nasconde, salgono dapprima sul terrazzo dello stabile e da qui calandosi, dalla scala antincendio, entrano nel suo appartamento attraverso una finestra. L'anziano ha finito di giocare con Kathy e si è appisolato e così, facilmente, i due malviventi lo legano, lo imbavagliano e gli chiedono di rivelare la combinazione della cassaforte. Il vecchio rifiuta e allora i due delinquenti prendono Kathy, che si trovava ancora nell'appartamento, le legano le mani con una corda e la sospendono nel vuoto, al di fuori della finestra. Poi, con una candela accesa posta sotto la corda che trattiene la bimba, chiedono, nuovamente, al vecchio di rivelare la combinazione prima che la corda si bruci del tutto facendola precipitare. 
In strada, però, c'è Jules che vede la povera bimba appesa alla finestra dell'edificio e non esita a ritornare proprio in quel commissariato in cui gli era stato imposto di lasciare la città. Qui sopraggiunge anche il garzone del fornaio che era stato derubato da Jules e che lo denuncia, facendolo arrestare. Il ladruncolo, però, in maniera concitata, continua a raccontare di una bambina in pericolo e, a questo punto, viene ascoltato dai poliziotti e quattro di essi si fanno guidare da lui per salvare Kathy. Nel frattempo, la candela ha quasi del tutto bruciato la fune e il vecchio cede, dicendo ai due ladri la combinazione per aprire la cassaforte. La bimba viene tirata su da uno dei due fuorilegge mentre l'altro apre la cassaforte estraendone il denaro ma, proprio in quel momento, i gendarmi fanno irruzione nell'appartamento cogliendo sul fatto i due criminali ed arrestandoli. Il vecchio, dopo aver raccontato rapidamente i fatti a uno degli agenti, prende in braccio la bimba e la riporta dalla madre e, in più, dà alla donna tutto il denaro che si ritrova nelle tasche, dicendole di acquistare le medicine per sé e una bambola per Kathy. Invece, Jules, il vero eroe della vicenda ma senza una dimora, si appresta ad addormentarsi in strada.

## Produzione
Il film fu prodotto dalla Biograph Company e venne girato a Fort Lee nel New Jersey dove aveva la sua sede la casa di produzione.

## Distribuzione
Il film - un cortometraggio in un rullo - uscì nelle sale cinematografiche statunitensi il 20 novembre 1911, distribuito dalla General Film Company. In Italia, fu distribuito nel 1914. Ne venne fatta una riedizione che uscì sul mercato americano il 17 gennaio 1916.
Il film esiste ancora.